# گویوم
گویوم (به ترکی آذربایجانی: Güyüm) یک منطقه مسکونی در جمهوری آذربایجان است که در شهرستان اسماعیل‌لی واقع شده است.